# Richie Kotzen
Richie Kotzen (Reading, 3 febbraio 1970) è un chitarrista e cantante statunitense.
Compare come musicista in una lunghissima serie di dischi di artisti blues, rock e jazz e vanta una vastissima produzione solista.

## Biografia
Da ragazzo prodigio affronta le prime tournée come pianista, fino a scoprire, a soli 7 anni, la passione per il rock e le chitarre elettriche. Nel 1989 (a 19 anni) viene scoperto dal produttore Mike Varney della Shrapnel Records, che gli permette di incidere il suo primo album strumentale Richie Kotzen. L'anno successivo pubblica Fever Dream, nel quale si cimenta per la prima volta anche col canto.
Nel 1991 entra a far parte dei Poison, con i quali compone e registra l'album Native Tongue, scalando le classifiche con i singoli Stand e Until You Suffer Some (Fire and Ice).
Esce dai Poison (sembra per via del flirt con la fidanzata del batterista Rikki Rockett) e ritorna alla carriera solista, pubblicando una serie di lavori che spaziano dal rock al soul. Tra il 1995 e il 1997 collabora con il chitarrista Greg Howe in due album di musica fusion. Due anni dopo realizza invece il progetto Vertú con il leggendario musicista jazz Stanley Clarke.
Nel 1997 sostituisce Paul Gilbert nei Mr. Big, suonando negli album Get Over It e Actual Size, che ottengono particolare successo in Giappone, prima dello scioglimento del gruppo.
Nel 2006 ha aperto i concerti dei Rolling Stones e l'ultimo tour italiano nel 2007 ha visto la partecipazione alla batteria di Pat Torpey.
Nel 2012, insieme a Billy Sheehan e Mike Portnoy, forma il supergruppo The Winery Dogs, nel quale ricopre il ruolo di cantante e chitarrista.

## Tecnica strumentale

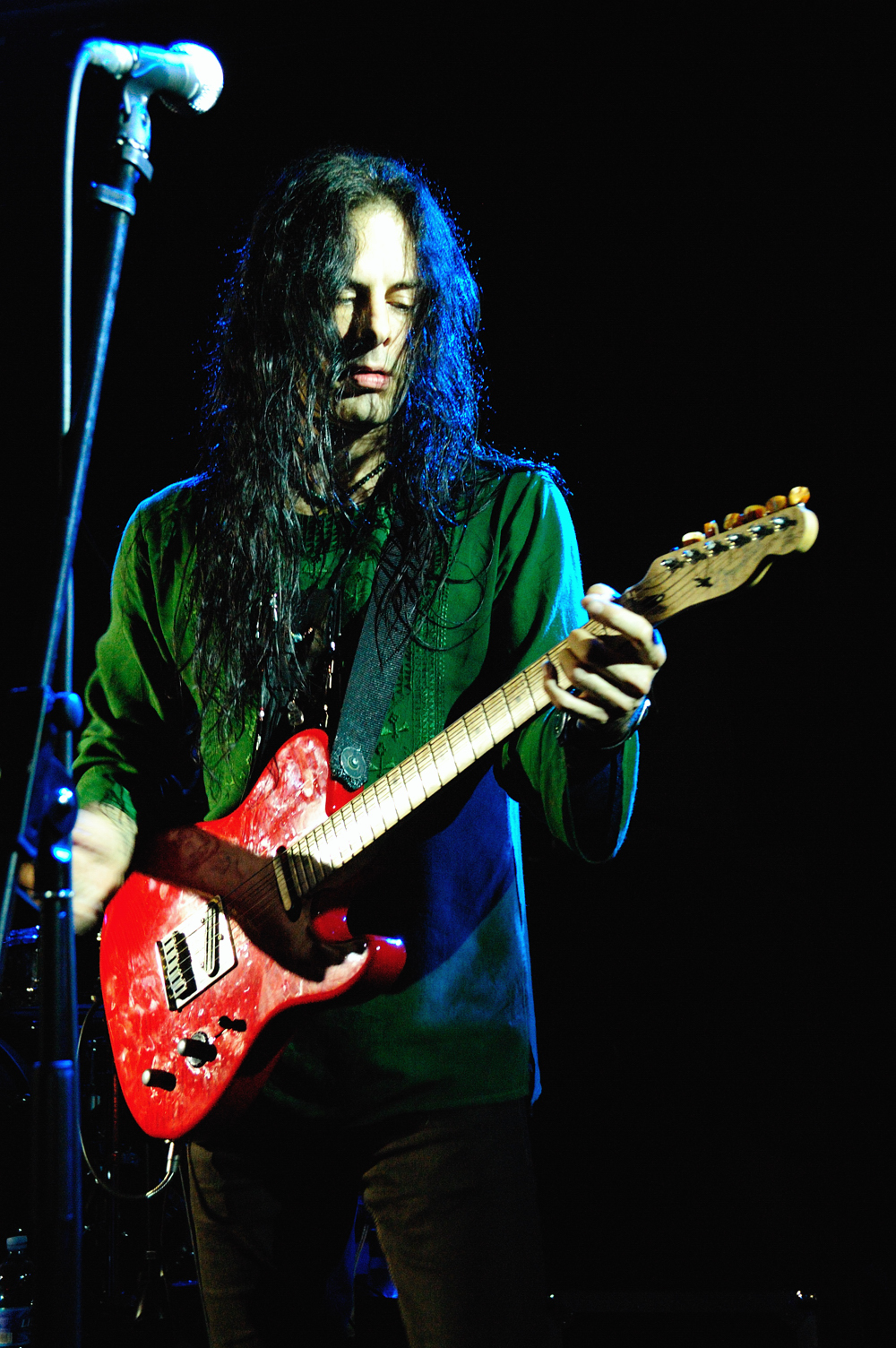
Richie Kotzen con il suo modello di Fender Telecaster nel 2009

È autore di due noti video-metodi per chitarra heavy metal, nei quali esibisce il suo stile molto tecnico, particolare e veloce. La Fender gli ha dedicato due modelli signature, un modello di Telecaster e un modello di Stratocaster.

## Discografia

### Solista

#### Album in studio
- 1989 – Richie Kotzen
- 1990 – Fever Dream
- 1991 – Electric Joy
- 1994 – Mother Head's Family Reunion
- 1995 – The Inner Galactic Fusion Experience
- 1996 – Wave of Emotion
- 1997 – Something to Say
- 1998 – What Is...
- 1999 – Bi-Polar Blues
- 1999 – Break It All Down
- 2001 – Slow
- 2003 – Change
- 2004 – Get Up
- 2006 – Ai Senshi Z×R (cover di brani della serie Gundam)
- 2006 – Into the Black
- 2007 – Return of the Mother Head's Family Reunion
- 2007 – Go Faster
- 2009 – Peace Sign
- 2011 – 24 Hours
- 2015 – Cannibals
- 2017 – Salting Earth
- 2020 – 50 for 50
- 2024 – Nomad

#### Album dal vivo
- 2008 – Live in São Paulo

#### Raccolte
- 2003 – Acoustic Cuts
- 2004 – The Best of Richie Kotzen
- 2006 – Instrumental Collection: The Shrapnel Years
- 2014 – The Essential Richie Kotzen
- 2018 – Telecaster & Stratocaster

#### EP
- 1996 – Times Gonna Tell

### Con i Poison
- 1993 – Native Tongue
- 2008 - Seven Days Live

### Con Greg Howe
- 1995 – Tilt
- 1997 – Project

### Con i Mr. Big
- 1999 – Get Over It
- 2000 – Deep Cuts: The Best of the Ballads
- 2001 – Actual Size
- 2002 – In Japan

### Con i Vertù
- 1999 – Vertù

### Con i The Winery Dogs
- 2013 – The Winery Dogs
- 2014 – Unleashed in Japan 2013: The Second Show
- 2015 – Hot Streak
- 2017 – Dog Years: Live in Santiago & Beyond 2013-2016

### Altri album
- 1988 – Arthurs Museum – Gallery Closed
- 1992 – Glenn Hughes – L.A. Blues Authority Volume II: Glenn Hughes - Blues
- 1994 – Sass Jordan – Rats
- 1996 – TM Stevens – Sticky Wicked
- 1996 – TM Stevens – Ground Zero
- 1996 – TM Stevens – Only You
- 1999 – Jesse's Powertrip – Not So Innocent
- 2000 – Mikazuki Tekkodan – Mikazuki in Rock
- 2000 – Gregg Bissonette – Submarine
- 2001 – War & Peace – Light at the End of the Tunnel
- 2003 – Steve Saluto – All That I'd Be
- 2004 – Takayoshi Ōmura – Nowhere To Go
- 2004 – Gene Simmons – Asshole
- 2005 – Forty Deuce – Nothing to Lose
- 2006 – Guthrie Govan – Erotic Cakes
- 2006 – Steve Saluto – Rough Beat
- 2006 – Richie Zito – Avalon
- 2007 – Takayoshi Ohmura – Emotions in Motion
- 2007 – Marco Mendoza – Live for Tomorrow
- 2008 – Steve Saluto – Rust & Gold
- 2009 – Wilson Hawk – The Road
- 2010 – Steve Saluto – Resurrection

### Apparizioni
- 1991 – Bill & Ted's Bogus Journey: Music from the Motion Picture
- 1992 – The Guitars That Rule The World - Vol. 1
- 1994 – L.A. Blues Authority Volume V: Cream of the Crop
- 2004 – Spirit Lives On: The Music of Jimi Hendrix Revisited Vol. 1

### Album tributo
- 1996 – Crossfire - (A Tribute to Stevie Ray Vaughan)
- 1997 – Black Night: Deep Purple Tribute
- 2000 – Bat Head Soup: A Tribute to Ozzy
- 2001 – Stone Cold Queen: A Tribute to Queen
- 2002 – One Way Street: A Tribute to Aerosmith
- 2002 – An All Star Lineup Performing the Songs of Pink Floyd
- 2004 – Numbers from the Beast: An All Star Salute to Iron Maiden